# Pyrgomorpha cypria
Pyrgomorpha cypria is een rechtvleugelig insect uit de familie Pyrgomorphidae. De wetenschappelijke naam van deze soort is voor het eerst geldig gepubliceerd in 1901 door Ignacio Bolívar.